# Aphaenogaster januschevi
Aphaenogaster januschevi é uma espécie de inseto do gênero Aphaenogaster, pertencente à família Formicidae.